# イズバサジャパンリミテッド
株式会社イズバサジャパンリミテッドは、日本の芸能事務所である。

## 概要
AV事務所で、一部の女優はAV以外の芸能活動も行っているため、芸能事務所も兼ねている。また日本で初めてAV男優も所属する、総合AVプロダクションである。2017年11月、登記記録の閉鎖等の手続きを行っている。

## 所属モデル
- 水樹心春
- 長瀬あおい
- さくらえな
- 伊藤さらら
- 山口エリカ
- 若桜りく
- 松坂ロアナ
- 立花京香
- マリナ・サカザキ
- 上杉みなみ

## かつて所属していたモデル
- 琴乃
- 一徹
- 月野帯人
- 範田紗々[1]
- 板垣あずさ
- 櫻井ゆうこ
- 一の瀬のの
- 一花のあ